# Brachyhesma minya
Brachyhesma minya är en biart som beskrevs av Exley 1975. Brachyhesma minya ingår i släktet Brachyhesma och familjen korttungebin. Inga underarter finns listade.

## Bildgalleri

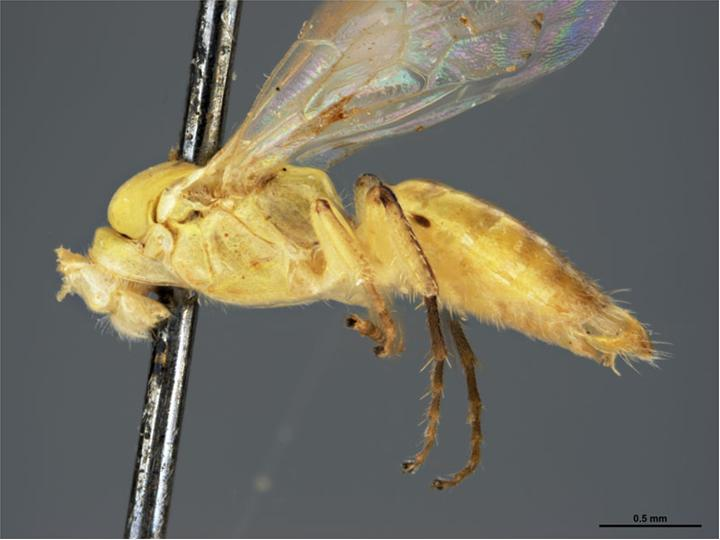